# سیارک ۲۳۲۱۲
سیارک ۲۳۲۱۲ (به انگلیسی: 23212 Arkajitdey، نامگذاری:2000UR39) بیست و سه هزار و دویست و دوازدهمین سیارک کشف شده‌است که در ۲۴ اکتبر ۲۰۰۰ کشف شد.
قدر مطلق سیارک برابر ۱۴.۱ است.